# Бельвю (гора)
Бельвю (фр. Bellevue — «Красивый вид»), также известная как Bellevue de l’Inini, — высочайшая вершина Французской Гвианы, заморского департамента Франции. Расположена в южной части региона, в Гвианском нагорье, на территории горного массива Ини-Камопи, в пределах коммуны Марипасула. Высота вершины составляет 851 метр над уровнем моря.
Гора находится в пределах национального парка «Гвианская Амазония» (фр. Parc amazonien de Guyane), одного из крупнейших природных заповедников Франции и Европейского Союза, созданного с целью охраны амазонских экосистем.
Бельвю входит в состав охранной природной зоны типа II — Montagnes Bellevue de l’Inini, зарегистрированной в национальном природоохранном инвентаре Франции (ZNIEFF). Эта зона включает платообразные вершины с латеритной корой и поднимается от 122 до 860 метров над уровнем моря. Район отличается высокой степенью сохранности и большим биоразнообразием: здесь встречаются редкие виды флоры, включая Henriettea ininiensis и Henriettea ininiensis (этот вид обнаружен только здесь).
Территория вокруг горы труднодоступна: в район коммуны Марипасула, где она расположена, нет автомобильных дорог, и добраться туда можно только воздушным или речным путём.